# Oeyreluy
Oeyreluy is een gemeente in het Franse departement Landes (regio Nouvelle-Aquitaine). De plaats maakt deel uit van het arrondissement Dax. Oeyreluy telde op 1 januari 2022 1.498 inwoners.

## Geografie
De oppervlakte van Oeyreluy bedroeg op 1 januari 2022 5,72 vierkante kilometer; de bevolkingsdichtheid was toen 261,9 inwoners per km².

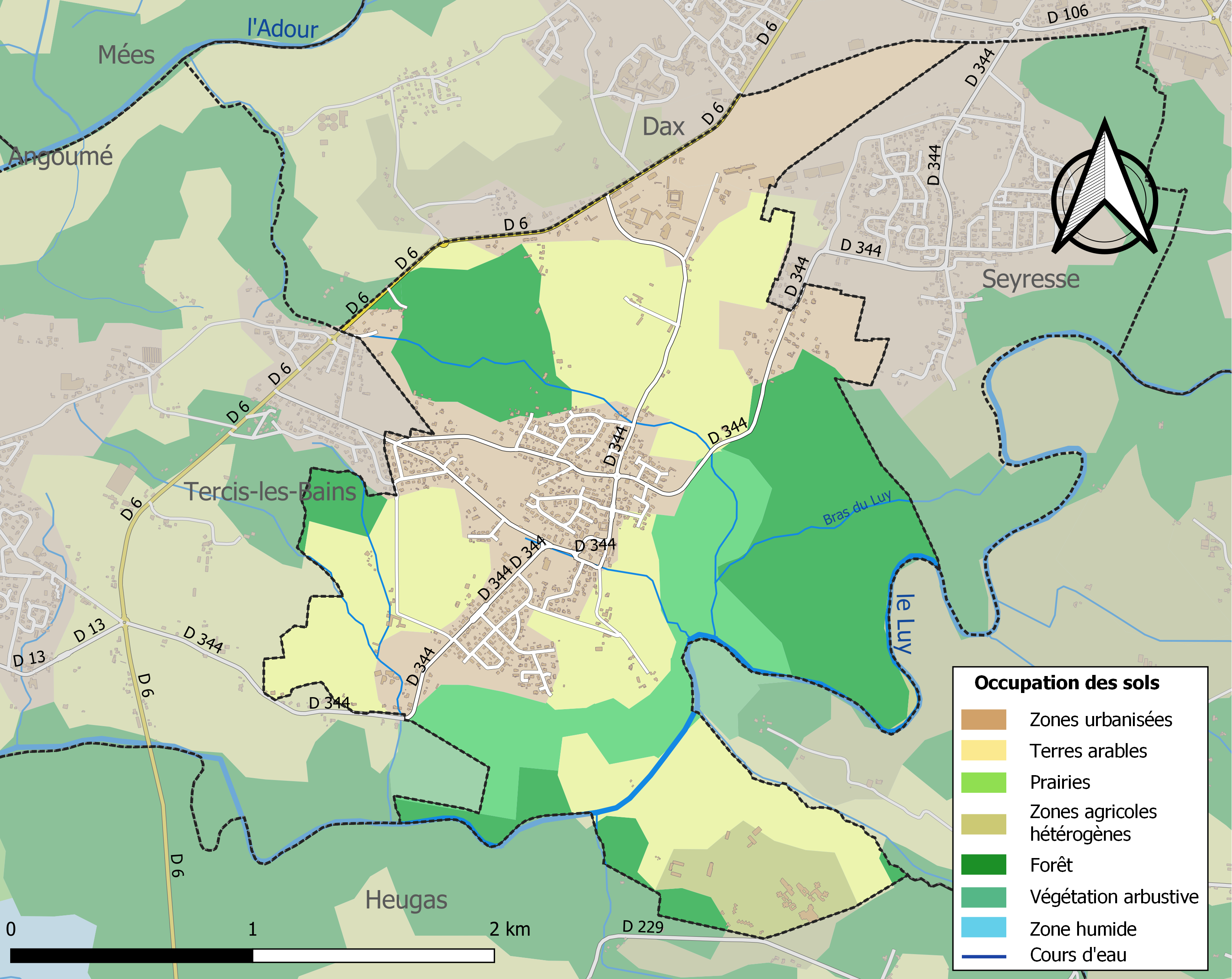
Kaart van de gemeente met de belangrijkste infrastructuur, bodemgebruik en omliggende gemeenten

## Demografie
Onderstaande figuur toont het verloop van het inwonertal (bron: INSEE-tellingen).